# Cycas javana
Cycas javana (Miq.) de Laub., 1996 è una pianta appartenente alla famiglia delle Cycadaceae, diffusa nel sud-est asiatico.

## Descrizione
È una cicade con fusto eretto.
Le foglie, pennate, sono disposte a corona all'apice del fusto e sono rette da un picciolo lungo 40-60 cm; ogni foglia è composta dalle foglioline lanceolate, con margine leggermente ricurvo, lunghe mediamente 24-37 cm, di colore verde chiaro.
È una specie dioica con esemplari maschili che presentano microsporofilli disposti a formare strobili terminali di forma fusoidale ed esemplari femminili con macrosporofilli che si trovano in gran numero nella parte sommitale del fusto, con l'aspetto di foglie pennate che racchiudono gli ovuli, in numero di 2-6.  
I semi sono ovoidali.

## Distribuzione e habitat
L'epiteto specifico javana fa riferimento alla sua diffusione nell'isola di Giava, si estende inoltre alla Sumatra Meridionale ed alle isole della Sonda occidentali.

Prospera su pendii prevalentemente vulcanici con foreste chiuse ad altitudine medio-bassa.

## Conservazione
La IUCN Red List classifica C. javana come specie in pericolo di estinzione (Endangered).

La specie è inserita nella Appendice II della Convention on International Trade of Endangered Species (CITES)